# Circunstâncias atenuantes (Brasil)
Circunstâncias atenuantes da pena, no Direito Penal Brasileiro são fatores que atenuam, diminuem a pena até o limite do mínimo legal (Súmula 231 do STJ), calculadas na 2ª fase da lei penal brasileira. (Melhoram) a condição do réu através de uma conduta que o mesmo praticou antes ou durante a tramitação do processo. No Brasil, as circunstâncias atenuantes, de aplicação obrigatória, estão previstas no artigos 65 do Código Penal. São de aplicação restritiva, não admitindo aplicação por analogia.

## A lei
Circunstâncias atenuantes
Artigo 65 - São circunstâncias que sempre atenuam a pena: 
I - ser o agente menor de vinte e um, na data do fato, ou maior de setenta anos, na data da sentença; 
II - o desconhecimento da lei; 
III - ter o agente: 
a) cometido o crime por motivo de relevante valor social ou moral; 
b) procurado, por sua espontânea vontade e com eficiência, logo após o crime, evitar-lhe ou minorar-lhe as conseqüências, ou ter, antes do julgamento, reparado o dano; 
c) cometido o crime sob coação a que podia resistir, ou em cumprimento de ordem de autoridade superior, ou sob a influência de violenta emoção, provocada por ato injusto da vítima; 
d) confessado espontaneamente, perante a autoridade, a autoria do crime; 
e) cometido o crime sob a influência de multidão em tumulto, se não o provocou.

## A doutrina

### caput
O caput (cabeça, parte principal) do artigo deixa obrigatória a utilização das circunstâncias atenuantes ao utilizar o advérbio sempre. Por conta disso, o juiz é obrigado a levar em conta as atenuantes se as mesmas ocorrerem.

### Ser o agente menor de 21 ou maior de 70 anos (Em trâmite no congresso retirada de atenuante para menor de 21 Anos. 08/11/17)
Artigo 65 - São circunstâncias que sempre atenuam a pena: 
I - ser o agente menor de vinte e um, na data do fato, ou maior de setenta anos, na data da sentença;
O agente que, na época do ato criminoso, tivesse idade superior a 18 anos e inferior a 21 anos de idade (até um dia antes de completar esta idade) é visto como menor penal relativo. Sendo o agente maior de 70 anos, ele recebe também esta atenuante.
Exemplo: O ex-juiz Nicolau dos Santos Neto que superfaturou as obras do Tribunal Regional do Trabalho da cidade de São Paulo, e o jornalista Pimenta Neves que assassinou a sua namorada.

### Desconhecimento da lei
Artigo 65 - São circunstâncias que sempre atenuam a pena: 
I - ser o agente menor de vinte e um, na data do fato, ou maior de setenta anos, na data da sentença; 
II - o desconhecimento da lei;
primeiramente ninguem pode alegar o desconhecimento da lei. pois a lei e publica é "de conhecimento de todos", entretanto, um holandês que fuma maconha (onde no país dele é legal) em uma praia junto com outros brasileiros que fumam tranquilamente, ele pode alegar desconhecimento da lei.

### Motivo de relevante valor social ou moral
Artigo 65 - São circunstâncias que sempre atenuam a pena:
III - ter o agente: 
a) cometido o crime por motivo de relevante valor social ou moral;
Atenuante que serve para melhorar a pena daquele que comete um delito que diz respeito a um interesse coletivo, i.e. respaldo moral ou social.

### Arrependimento atenuante
Artigo 65 - São circunstâncias que sempre atenuam a pena:
III - ter o agente: 
b) procurado, por sua espontânea vontade e com eficiência, logo após o crime, evitar-lhe ou minorar-lhe as conseqüências, ou ter, antes do julgamento, reparado o dano; 
Difere-se este do Arrependimento Eficaz e do Arrependimento Anterior. No primeiro não há a consumação do delito, uma vez que o agente consegue evitá-la. No segundo, por seu turno, a retratação ocorre até o recebimento da denúncia.
Aqui, como se vê, o termo final é o julgamento. Logo, quando o agente evita ou diminui as consequências nefastas do seu delito, ou, repara o dano até a data do julgamento, surge a atenuante em tela.

### Coação, ordem superior ou violenta emoção
Artigo 65 - São circunstâncias que sempre atenuam a pena:
III - ter o agente:
c) cometido o crime sob coação a que podia resistir, ou em cumprimento de ordem de autoridade superior, ou sob a influência de violenta emoção, provocada por ato injusto da vítima;

### Confissão judicial
Artigo 65 - São circunstâncias que sempre atenuam a pena:
III - ter o agente: 
d) confessado espontaneamente, perante a autoridade, a autoria do crime; 
O que é relevante nesta atenuante não é a confissão em si, mas sim os motivos que levaram à confissão como, por exemplo, em caso de arrependimento, demonstrando merecer pena menor.

### Influência de multidão
Artigo 65 - São circunstâncias que sempre atenuam a pena:
III - ter o agente: 
e) cometido o crime sob a influência de multidão em tumulto, se não o provocou.
O código exige dois requisitos neste caso de atenuante:
- que o agente tenha cometido crime por influência de multidão ou tumulto;
- que este tumulto não tenha sido causado por ele.

### Bibliográficas
- JESUS, Damásio E. de; Volume 1: Parte Geral; São Paulo: Saraiva, 2005